# Città di Grado Tennis Cup 2025
Il Città di Grado Tennis Cup 2025 è stato un torneo di tennis giocato sul terra rossa. È stata la 28ª edizione del torneo, la prima facente parte della categoria WTA 125 nell'ambito del WTA Challenger Tour 2025. Si è giocato al Tennis Club Grado di Grado in Italia dal 9 al 15 giugno 2025.

## Partecipanti al singolare

### Teste di serie
| Nazionalità | Giocatrice      | Ranking* | Testa di serie |
| ----------- | --------------- | -------- | -------------- |
| Messico     | Renata Zarazúa  | 74       | 1              |
| Stati Uniti | Taylor Townsend | 104      | 2              |
| Francia     | Chloé Paquet    | 119      | 3              |
| Ungheria    | Panna Udvardy   | 141      | 4              |
| Croazia     | Jana Fett       | 143      | 5              |
| Australia   | Astra Sharma    | 149      | 6              |
| Austria     | Sinja Kraus     | 158      | 7              |
| Austria     | Julia Grabher   | 159      | 8              |

* Ranking al 26 maggio 2025.

### Altre partecipanti
Le seguenti giocatrici hanno ricevuto una wildcard per il tabellone principale:
- Tyra Caterina Grant
- Tatiana Pieri
- Dalila Spiteri
- Federica Urgesi

Le seguenti giocatrici sono passate dalle qualificazioni:
- Kaja Juvan
- Alessandra Mazzola
- Oleksandra Olijnykova
- Despoina Papamichaīl

## Partecipanti al doppio

### Teste di serie
| Nazione     | Giocatrice       | Nazione   | Giocatrice           | Ranking* | Testa di serie |
| ----------- | ---------------- | --------- | -------------------- | -------- | -------------- |
| Stati Uniti | Quinn Gleason    | Brasile   | Ingrid Martins       | 176      | 1              |
| Messico     | Renata Zarazúa   | Belgio    | Kimberley Zimmermann | 197      | 2              |
| Rep. Ceca   | Jesika Malečková | Rep. Ceca | Miriam Škoch         | 200      | 3              |
| Francia     | Estelle Cascino  | Croazia   | Tara Würth           | 316      | 4              |

* Ranking al 26 maggio 2025.

### Altre partecipanti
La seguente coppia di giocatrici è subentrata in tabellone come alternate:
- Camilla Franzin /  Cecilia Franzin

### Ritiri
Prima del torneo
- Tyra Caterina Grant /  Taylor Townsend → sostituite da  Camilla Franzin /  Cecilia Franzin

## Campionesse

### Singolare
Tereza Valentová ha sconfitto in finale  Barbora Palicová con il punteggio di 6-2, 4-6, 6-1.

### Doppio
Quinn Gleason /  Ingrid Martins hanno sconfitto in finale  Veronika Erjavec /  Dominika Šalková con il punteggio di 6-2, 5-7, [10-5].